# Résultats électoraux de Sainte-Marie–Saint-Jacques
Les résultats électoraux de Sainte-Marie–Saint-Jacques depuis la création de la circonscription, en 1989, sont inscrits dans les tableaux ci-dessous. Les résultats donnés sont conformes à ceux donnés par le Directeur général des élections du Québec.
| Aller aux résultats d'une élection                                         |
| -------------------------------------------------------------------------- |
| 1989 • 1994 • 1998 • 2003 • 2006 • 2007 • 2008 • 2012 • 2014 • 2018 • 2022 |

## Résultats
|                                                                                               | Nom                    | Parti              | Nombre de voix | %      | Maj.  |
| --------------------------------------------------------------------------------------------- | ---------------------- | ------------------ | -------------- | ------ | ----- |
|                                                                                               | Manon Massé (sortante) | Québec solidaire   | 10 892         | 47,7 % | 7 271 |
|                                                                                               | Christopher Baenninger | Libéral            | 3 621          | 15,9 % | -     |
|                                                                                               | Phoeby Laplante        | Parti québécois    | 3 362          | 14,7 % | -     |
|                                                                                               | Aurélie Diep           | Coalition avenir   | 3 268          | 14,3 % | -     |
|                                                                                               | Stéfan Marquis         | Conservateur       | 1 138          | 5 %    | -     |
|                                                                                               | Hailey Roop            | Vert               | 450            | 2 %    | -     |
|                                                                                               | Linda Sullivan         | Marxiste-léniniste | 64             | 0,3 %  | -     |
|                                                                                               | Jency Mercier          | Climat Québec      | 46             | 0,2 %  | -     |
| Total                                                                                         | Total                  | Total              | 22 841         | 100 %  |       |
| Le taux de participation lors de l'élection était de 56,2 % et 205 bulletins ont été rejetés. |                        |                    |                |        |       |

|                                                                                               | Nom                    | Parti               | Nombre de voix | %      | Maj.  |
| --------------------------------------------------------------------------------------------- | ---------------------- | ------------------- | -------------- | ------ | ----- |
|                                                                                               | Manon Massé (sortante) | Québec solidaire    | 12 429         | 49,3 % | 7 094 |
|                                                                                               | Louis Charron          | Libéral             | 5 335          | 21,2 % | -     |
|                                                                                               | Jennifer Drouin        | Parti québécois     | 3 528          | 14 %   | -     |
|                                                                                               | Anna Klisko            | Coalition avenir    | 2 773          | 11 %   | -     |
|                                                                                               | Anna Calderon          | Vert                | 881            | 3,5 %  | -     |
|                                                                                               | Don Ivanski            | Conservateur        | 130            | 0,5 %  | -     |
|                                                                                               | Henri Ladouceur        | Bloc pot            | 73             | 0,3 %  | -     |
|                                                                                               | Alexis Cossette-Trudel | Citoyens au pouvoir | 72             | 0,3 %  | -     |
| Total                                                                                         | Total                  | Total               | 25 221         | 100 %  |       |
| Le taux de participation lors de l'élection était de 59,4 % et 266 bulletins ont été rejetés. |                        |                     |                |        |       |

|                                                                                             | Nom                     | Parti              | Nombre de voix | %      | Maj. |
| ------------------------------------------------------------------------------------------- | ----------------------- | ------------------ | -------------- | ------ | ---- |
|                                                                                             | Manon Massé             | Québec solidaire   | 8 437          | 30,6 % | 91   |
|                                                                                             | Anna Klisko             | Libéral            | 8 346          | 30,3 % | -    |
|                                                                                             | Daniel Breton (sortant) | Parti québécois    | 7 612          | 27,6 % | -    |
|                                                                                             | Patrick Thauvette       | Coalition avenir   | 2 364          | 8,6 %  | -    |
|                                                                                             | Stewart Wiseman         | Vert               | 393            | 1,4 %  | -    |
|                                                                                             | Nic Payne               | Option nationale   | 210            | 0,8 %  | -    |
|                                                                                             | Marc Bissonnette        | Bloc pot           | 164            | 0,6 %  | -    |
|                                                                                             | Serge Lachapelle        | Marxiste-léniniste | 47             | 0,2 %  | -    |
| Total                                                                                       | Total                   | Total              | 27 573         | 100 %  |      |
| Le taux de participation lors de l'élection était de 66 % et 318 bulletins ont été rejetés. |                         |                    |                |        |      |

|                                                                                               | Nom                | Parti              | Nombre de voix | %      | Maj.  |
| --------------------------------------------------------------------------------------------- | ------------------ | ------------------ | -------------- | ------ | ----- |
|                                                                                               | Daniel Breton      | Parti québécois    | 10 199         | 35,8 % | 2 946 |
|                                                                                               | Manon Massé        | Québec solidaire   | 7 253          | 25,4 % | -     |
|                                                                                               | Étienne Collins    | Libéral            | 5 531          | 19,4 % | -     |
|                                                                                               | Cédrick Beauregard | Coalition avenir   | 4 216          | 14,8 % | -     |
|                                                                                               | Denis Monière      | Option nationale   | 880            | 3,1 %  | -     |
|                                                                                               | Louis Provencher   | Classe moyenne     | 143            | 0,5 %  | -     |
|                                                                                               | Jean-Marc Labrèche | Indépendant        | 123            | 0,4 %  | -     |
|                                                                                               | Edson Emilio       | Union citoyenne    | 87             | 0,3 %  | -     |
|                                                                                               | Serge Lachapelle   | Marxiste-léniniste | 60             | 0,2 %  | -     |
|                                                                                               | Dimitri Mourkes    | Indépendant        | 31             | 0,1 %  | -     |
| Total                                                                                         | Total              | Total              | 28 523         | 100 %  |       |
| Le taux de participation lors de l'élection était de 68,2 % et 305 bulletins ont été rejetés. |                    |                    |                |        |       |

|                                                                                               | Nom                    | Parti               | Nombre de voix | %      | Maj.  |
| --------------------------------------------------------------------------------------------- | ---------------------- | ------------------- | -------------- | ------ | ----- |
|                                                                                               | Martin Lemay (sortant) | Parti québécois     | 9 236          | 46,6 % | 3 646 |
|                                                                                               | Éric Prud’Homme        | Libéral             | 5 590          | 28,2 % | -     |
|                                                                                               | Manon Massé            | Québec solidaire    | 3 051          | 15,4 % | -     |
|                                                                                               | Annie Morel            | Vert                | 1 062          | 5,4 %  | -     |
|                                                                                               | Dominic Boisvert       | Action démocratique | 796            | 4 %    | -     |
|                                                                                               | Serge Lachapelle       | Marxiste-léniniste  | 76             | 0,4 %  | -     |
| Total                                                                                         | Total                  | Total               | 19 811         | 100 %  |       |
| Le taux de participation lors de l'élection était de 47,2 % et 282 bulletins ont été rejetés. |                        |                     |                |        |       |

|                                                                                               | Nom                    | Parti               | Nombre de voix | %      | Maj.  |
| --------------------------------------------------------------------------------------------- | ---------------------- | ------------------- | -------------- | ------ | ----- |
|                                                                                               | Martin Lemay (sortant) | Parti québécois     | 10 501         | 41,3 % | 4 480 |
|                                                                                               | Denise Dussault        | Libéral             | 6 021          | 23,7 % | -     |
|                                                                                               | Manon Massé            | Québec solidaire    | 3 596          | 14,2 % | -     |
|                                                                                               | Jean-Stéphane Dupervil | Action démocratique | 2 733          | 10,8 % | -     |
|                                                                                               | Corinne Ardon          | Vert                | 2 460          | 9,7 %  | -     |
|                                                                                               | Serge Lachapelle       | Marxiste-léniniste  | 92             | 0,4 %  | -     |
| Total                                                                                         | Total                  | Total               | 25 403         | 100 %  |       |
| Le taux de participation lors de l'élection était de 60,9 % et 251 bulletins ont été rejetés. |                        |                     |                |        |       |

|                                                                                               | Nom                      | Parti               | Nombre de voix | %      | Maj.  |
| --------------------------------------------------------------------------------------------- | ------------------------ | ------------------- | -------------- | ------ | ----- |
|                                                                                               | Martin Lemay             | Parti québécois     | 5 462          | 41,2 % | 1 762 |
|                                                                                               | Nathalie Malépart        | Libéral             | 3 700          | 27,9 % | -     |
|                                                                                               | Manon Massé              | Québec solidaire    | 2 943          | 22,2 % | -     |
|                                                                                               | Jean-Christophe Mortreux | Vert                | 815            | 6,1 %  | -     |
|                                                                                               | Catherine Goyer          | Action démocratique | 257            | 1,9 %  | -     |
|                                                                                               | Jocelyne Leduc           | Indépendant         | 50             | 0,4 %  | -     |
|                                                                                               | Régent Millette          | Indépendant         | 28             | 0,2 %  | -     |
| Total                                                                                         | Total                    | Total               | 13 255         | 100 %  |       |
| Le taux de participation lors de l'élection était de 31,5 % et 101 bulletins ont été rejetés. |                          |                     |                |        |       |

|                                                                                               | Nom                            | Parti                 | Nombre de voix | %      | Maj.  |
| --------------------------------------------------------------------------------------------- | ------------------------------ | --------------------- | -------------- | ------ | ----- |
|                                                                                               | André Boulerice (sortant)      | Parti québécois       | 13 066         | 49,8 % | 5 077 |
|                                                                                               | Richard Brosseau               | Libéral               | 7 989          | 30,5 % | -     |
|                                                                                               | Annick Brousseau               | Action démocratique   | 2 183          | 8,3 %  | -     |
|                                                                                               | Gaétan Breton                  | UFP                   | 1 699          | 6,5 %  | -     |
|                                                                                               | Robert Ruffo                   | Vert                  | 690            | 2,6 %  | -     |
|                                                                                               | Antoine Théorêt-Poupart        | Bloc pot              | 444            | 1,7 %  | -     |
|                                                                                               | Ginette Boutet                 | Marxiste-léniniste    | 87             | 0,3 %  | -     |
|                                                                                               | Maria Da Luz Dos Santos Inacio | Démocratie chrétienne | 59             | 0,2 %  | -     |
| Total                                                                                         | Total                          | Total                 | 26 217         | 100 %  |       |
| Le taux de participation lors de l'élection était de 61,5 % et 354 bulletins ont été rejetés. |                                |                       |                |        |       |

|                                                                                               | Nom                       | Parti               | Nombre de voix | %      | Maj.  |
| --------------------------------------------------------------------------------------------- | ------------------------- | ------------------- | -------------- | ------ | ----- |
|                                                                                               | André Boulerice (sortant) | Parti québécois     | 16 530         | 52,9 % | 6 808 |
|                                                                                               | Claude Longpré            | Libéral             | 9 722          | 31,1 % | -     |
|                                                                                               | Chrystian Carbonneau      | Action démocratique | 3 171          | 10,2 % | -     |
|                                                                                               | Patrice Caron             | Bloc pot            | 715            | 2,3 %  | -     |
|                                                                                               | Ginette Gauthier          | NPD Québec          | 629            | 2 %    | -     |
|                                                                                               | Ginette Boutet            | Marxiste-léniniste  | 120            | 0,4 %  | -     |
|                                                                                               | André Cloutier            | Communiste          | 115            | 0,4 %  | -     |
|                                                                                               | Alain Lord                | Loi naturelle       | 107            | 0,3 %  | -     |
|                                                                                               | Peter Romaniuk            | Égalité             | 77             | 0,2 %  | -     |
|                                                                                               | Michel Dugré              | Sans désignation    | 38             | 0,1 %  | -     |
| Total                                                                                         | Total                     | Total               | 31 224         | 100 %  |       |
| Le taux de participation lors de l'élection était de 67,5 % et 470 bulletins ont été rejetés. |                           |                     |                |        |       |

|                                                                                               | Nom                       | Parti                  | Nombre de voix | %      | Maj.  |
| --------------------------------------------------------------------------------------------- | ------------------------- | ---------------------- | -------------- | ------ | ----- |
|                                                                                               | André Boulerice (sortant) | Parti québécois        | 16 723         | 54,7 % | 6 662 |
|                                                                                               | Martin Doré               | Libéral                | 10 061         | 32,9 % | -     |
|                                                                                               | André Belzile             | Action démocratique    | 1 691          | 5,5 %  | -     |
|                                                                                               | Jocelyne Dupuy            | NPD Québec             | 621            | 2 %    | -     |
|                                                                                               | Claude Leduc              | Sans désignation       | 479            | 1,6 %  | -     |
|                                                                                               | Chrisitan Lord            | Loi naturelle          | 246            | 0,8 %  | -     |
|                                                                                               | Daniel Brunette           | Souveraineté du Québec | 223            | 0,7 %  | -     |
|                                                                                               | Martram X.T. Marxram      | Indépendant            | 109            | 0,4 %  | -     |
|                                                                                               | François Ludanyi          | République du Canada   | 108            | 0,4 %  | -     |
|                                                                                               | André Cloutier            | Communiste             | 100            | 0,3 %  | -     |
|                                                                                               | Normand Chouinard         | Marxiste-léniniste     | 74             | 0,2 %  | -     |
|                                                                                               | Charles Thibault          | Développement Québec   | 62             | 0,2 %  | -     |
|                                                                                               | Guy Tremblay              | Sans désignation       | 59             | 0,2 %  | -     |
| Total                                                                                         | Total                     | Total                  | 30 556         | 100 %  |       |
| Le taux de participation lors de l'élection était de 75,1 % et 561 bulletins ont été rejetés. |                           |                        |                |        |       |

|                                                                                               | Nom                      | Parti                        | Nombre de voix | %      | Maj.  |
| --------------------------------------------------------------------------------------------- | ------------------------ | ---------------------------- | -------------- | ------ | ----- |
|                                                                                               | André Boulerice          | Parti québécois              | 15 489         | 55,3 % | 5 450 |
|                                                                                               | Michel Laporte           | Libéral                      | 10 039         | 35,8 % | -     |
|                                                                                               | Jean Ouimet              | Vert                         | 1 488          | 5,3 %  | -     |
|                                                                                               | Denis Plante             | NPD Québec                   | 332            | 1,2 %  | -     |
|                                                                                               | Gérard Lachance          | Travailleurs                 | 189            | 0,7 %  | -     |
|                                                                                               | Gilles Rhéaume           | Parti indépendantiste (2008) | 148            | 0,5 %  | -     |
|                                                                                               | Michel Georges Abdelahad | Indépendant                  | 109            | 0,4 %  | -     |
|                                                                                               | Marianne Roy             | Communiste                   | 82             | 0,3 %  | -     |
|                                                                                               | Pierre Chénier           | Marxiste-léniniste           | 81             | 0,3 %  | -     |
|                                                                                               | Claire Pouliot           | République du Canada         | 57             | 0,2 %  | -     |
| Total                                                                                         | Total                    | Total                        | 28 014         | 100 %  |       |
| Le taux de participation lors de l'élection était de 70,5 % et 561 bulletins ont été rejetés. |                          |                              |                |        |       |